# Otto Ehde
Jöns Otto Ehde, född den 7 december 1888 i Everöds församling, Kristianstads län, död den 22 december 1974 i Ängelholm, var en svensk präst. Han var morfar till Sven och Gösta Hallonsten.
Ehde avlade studentexamen i Kristianstad 1906, teologisk-filosofisk examen vid Lunds universitet 1909, teologie kandidatexamen 1910 och praktiskt teologiskt prov 1911. Han var assistent vid svenska legationskyrkan i London 1912–1913 och prästvigdes sistnämnda år. Ehde var kyrkoadjunkt i Munka-Ljungby 1914–1920, fängelsepredikant i Ängelholm 1916–1920, tillförordnad kyrkoherde i Röke 1920–1922, i Barkåkra 1922–1925, ordinarie kyrkoherde där 1925–1959 och kontraktsprost i Bjäre 1952–1959. Han publicerade Anteckningar för konfirmander (1940). Ehde blev ledamot av Vasaorden 1953. Han vilar på Barkåkra gamla kyrkogård.